# Lyubov Burda
Pour les articles homonymes, voir Burda.
Lyubov Viktorovna Burda, née le 11 avril 1955 à Voronej (Union soviétique), est une gymnaste artistique soviétique. 

## Biographie sportive
Aux Jeux olympiques de 1968 à Mexico ainsi qu'aux Jeux olympiques de 1972 à Munich, Lyubov Burda remporte la médaille d'or au concours général par équipes.
Elle remporte le titre mondial par équipes ainsi qu'une médaille d'argent en saut de cheval aux Championnats du monde de gymnastique artistique 1970 à Ljubljana. 
Elle entre à l'International Gymnastics Hall of Fame en 2001.